# ポーリーン・ブラック
ポーリーン・ブラック (Pauline Black) として知られている、ベリンダ・マグナス（Belinda Magnus、1953年10月23日 - ）は、イングランドの歌手、女優、著作家。
音楽界におけるキャリアは40年以上に及ぶものであり、1970年代後半には、2トーン・スカ・リバイバル・バンドであったザ・セレクター (the Selecter) のリード・シンガーとなり、1970年代から1980年代にかけてイギリスのトップ40に入るヒットを「オン・マイ・レディオ」、「Three Minute Hero」、「Missing Words」、「The Whisper」と、合わせて4曲出した。『ローリング・ストーン』誌は、ブラックについて「明らかに、ポーリーン・ブラックは、2トーン・レコードからリリースされた中でも最高の声の持ち主である。聴く者を魅了するソプラノと劇的なまでの気取った態度に満ちたブラックの声は、他の音楽的要素が全て、彼女の存在の舞台を用意するための背景の一部であるかのように思わせるほどの高みに達している」と評した。
ブラックは、女優としても、映画やテレビで様々な役を演じている。

## 生い立ち
ベリンダ・マグナスは、1953年10月23日に、イングランドのロンドン東部、ラムフォードで、まだ十代だったユダヤ系イングランド人の母と、ナイジェリア人の父の間に生まれた。彼女は、白人の中年夫妻の養女となり、ポーリーン・ヴィッカーズ (Pauline Vickers) という名になった。彼女の生物学上の父（実父）ゴードン・アデンレ (Gordon Adenle) は、工学を学ぶためにナイジェリアからロンドンへやって来ていたヨルバ人のオモバ（omoba：文字通りでは「君主の子」の意）であった。ブラックは、42歳にして実母を探り当てるまで、自分がユダヤ系であることに気づいていなかった。ブラックは、コヴェントリー大学の前身であったランチェスター科学技術大学 (Lanchester Polytechnic) で科学を学んだ後、コヴェントリーで診療放射線技師となるべく訓練を受けた。

## 音楽活動
ブラックは、1979年にコヴェントリーで結成された2トーン・スカ・バンドであったザ・セレクターの創設メンバーであった。ザ・セレクター は、スペシャルズやマッドネスとともに、スカ・リバイバル運動の創始者のひとつであった。彼女の芸名は、バンドへの関与を当時の雇い主に知られないために付けたものであったが、ブラック (Black：「黒 / 黒人」の意）という姓には、彼女のことをブラックではなく、カラード （Coloured：「色の付いた / 有色人種」の意）と呼んでいた養父母への反発も盛り込まれており、彼女の生い立ちを反映したものだった。
ザ・セレクター は、1982年に解散したが、1994年以降には、時折再結成がおこなわれている。
2001年、ブラックは、ストラングラーズのジャン＝ジャック・バーネル、スティッフ・リトル・フィンガーズのジェイク・バーンズ、ザ・セレクターやバッド・マナーズに所属したニッキー・ウェルシュ (Nicky Welsh) とともに、3メン・アンド・ブラック (3 Men & Black) を組み、彼らがそれぞれかつての持ち歌としていた有名な曲のアコースティック・バージョンを披露し、それぞれの曲の背景などを語るという活動を始めた。このバンドは、ブラックと男性アーティスト3人という編成で、出演機会ごとに、個別にも活動をしているアーティストたちの都合からメンバーが入れ替わり、これまでに、ザ・ジャムやスティッフ・リトル・フィンガーズにいたブルース・フォクストン、ベイ・シティ・ローラーズのエリック・フォークナー、ザ・ビートのデイヴ・ウェイクリングなどが参加してきた。2004年には、ブラック、バーネル、バーンズ、フォクストン、ウェルシュが参加したアコースティックのアルバム『3 Men + Black』がリリースされた。
2010年にザ・セレクターが再結成された際には、バンドのオリジナル・メンバーであるブラックと、アーサー・"ギャップ"・ヘンダーソン (Arthur 'Gaps' Hendrickson) が再び一緒に演奏したが、これは彼らのデビュー・アルバム『トゥー・マッチ・プレッシャー (Too Much Pressure)』の発売30周年を記念したものであった。
2014年、ディーン・チョークリーとハリス・エリオット (Harris Elliott) によってロンドンのサマセット・ハウスで開催された展覧会『Return of the Rudeboy』では、ブラックのポートレート写真も展示された。
ブラックは、ゴリラズの「ヒューマンズ・ツアー (Humanz  Tour)」に参加した。

## テレビ出演と女優業
ザ・セレクターの解散後、ブラックは、ボブ・ キャロルギースとスピット・ザ・ドッグ (Spit the Dog) とともに、子ども向けのクイズ番組「Hold Tight」の司会を務めた。彼女はテレビや劇場での女優業に乗り出し、テレビドラマ『The Vice』、『The Bill』、『Hearts and Minds』、『Two Thousand Acres of Sky』などに出演した。1991年には、舞台劇『All or Nothing at All』におけるビリー・ホリデイ役で、『タイムアウト』誌から最優秀女優賞を贈られた。また、ホラー映画『ファニーマン/血染めのジョーカー (Funny Man)』で、クリストファー・リーと共演した。2010年にはロバート・ウェッブが司会を務めた『Never Mind the Buzzcocks』のシリーズ24の「the Identity Parade」のラウンドにブラックが出演した。

## ラジオ
2007年、ブラックは、イギリスにおけるソウルの歴史を追ったBBC Fourのドキュメンタリー『Soul Britannia』で、ナレーションを担当した。後には、その後継企画であった『Reggae Britannia』において、ザ・セレクターのメンバーとしてインタビューを受けた。

## 著作
2011年、ブラックは自伝『Black by Design』を出版した。